# ヨッピー (フリーライター)
ヨッピー（1980年12月24日 - ）は、大阪府出身、東京都在住のライター。本名豊田佳高。豊田ヨピ夫と名乗ることもある。

## 経歴
近畿大学附属高等学校を経て関西学院大学卒業後、商社に就職。商社退職後、主にオモコロ、ぐるなび みんなのごはん、Yahoo! Japanなどで執筆している。2015年にはテレビ朝日の企画でCDデビュー。2016年には「最も数字を稼ぐ」ライターとして紹介された。体を張った芸人らしい記事が多い一方、オンラインメディアのありかたを議論したことが数度ある。
日本各地を取材する記事を得意とし、おでかけメディアSPOTの編集長を務める。また、PC DEPOT（PCデポ） の高額解除料問題や、土佐市の移住者カフェをめぐる騒動など、ジャーナリストとしての主張を行うための取材も頻繁に行う。
2019年より博報堂と業務委託契約を締結し、週1日出勤してのクライアント業務を担う。
2016年に結婚。 2021年10月に、第一子出産を報告した。それ以降は子育てに関する執筆も行っている。

## エピソード
2014年に、バイラルメディア『BUZZNEWS』に対し、自身の画像を無断転載されたことをきっかけに、周囲の被害を受けたライターを取りまとめて弁護士を依頼し、運営会社ウェブテック・アジアに「刑事訴訟するか、和解するか」を迫った。
BUZZNEWS側は著作権侵害を認めて謝罪文を掲載、被害者に一定の和解金を支払うといった和解条件にも応じた。また、BUZZNEWSは2015年2月に閉鎖した。ノオト代表の宮脇淳は「その他のバイラルメディアにも『コンテンツをパクっていると、自分たちも追い込まれるリスクがある』ことを知らしめた、エポックメイキングな行動だった」と述べている。
不適切な引用・盗用が常態化したキュレーションサイトを運営するサイバーエージェントとも交渉を行っていた。

## 著作
- 『明日クビになっても大丈夫！』幻冬舎、2017年、ISBN 978-4344031814

## ディスコグラフィー
- BIG BALLS ～TAMA GA DEKAI～（2015年3月28日）

1. BIG BALLS ～TAMA GA DEKAI～
2. BIG BALLS ～Yuichi Harada Remix～
3. BIG BALLS ～KoTa Remix～
4. BIG BALLS ～Satoru Uchu Remix～
5. BIG BALLS ～Kaoru Ayabe Remix～
6. 玉がでかい (Bonus track)

## 出演

### 映画
- イマジネーションゲーム（2018年7月28日、プレシディオ、監督：畑泰介） - 古市徹 役

### テレビ番組
- 全問リアル 就活Q（2019年3月2日・5月2日、NHK総合）レギュラーゲスト